# Arapi i Hrvati
Arapi i Hrvati došli su u kontakt tako što je ofenziva afričkih Aglabida protiv Bizanta u Siciliji i južnoj Italiji dovela arapske gusare i do hrvatske obale. Uspostava je carske vlasti u Bariju 871. učinila kraj tim napadajima, ali su se trgovačke veze sačuvale dalje, jer su italski pomorski gradovi, prije svega Mletci i langobardski trgovci iz Barija, kasnije također Sicilijanci i Katalonci, opskrbljivali Saracene robljem iz Dalmacije. Posao bijaše tako unosan, da zabrane nisu pomogle. Zvonimir se morao kod krunidbe 1075. obvezati papi Grguru VII., da će to zlo zatrti, ali zabrane su bile još u 14. i 15. st. potrebne u Splitu, Korčuli i Dubrovniku.
Mažuranić je stoga smatrao Sakalibe (singular Siklab), tj. Slavene, koji se spominju od 9. do 12. st. u sjevernoj Africi, a naročito u Španjolskoj, za Hrvate. Upozorio je, da su kordobski kalifi imali ne samo sakalipsku gardu, već i sakalipske generale, graditelje, pjesnike i gramatičare, te da se gdjekoji španjolski Siklab popeo čak na kneževsko prijestolje. Sakalipski »kralj Gebalima«, s kojim je veliki kalif Abd-ar-Rahman III. stajao u izravnoj diplomatskoj vezi, držan je u ovakvim okolnostima za Hrvata. Zato je Mažuranić smatrao velikim gubitkom baš za hrvatsku povijest, što se zameo svaki trag »knjizi pobjede i borbe protiv onih, koji ne znaju o vrlinama Slavena«, pogotovu, kad se o njoj čita, da ju je napisao Siklab Habib na temelju mnogih pjesama i ljetopisa svojih zemljaka.
Ne stoji, da su Sakalibi bili samo Hrvati ili bar glavnim dijelom Hrvati. Arapi su skrojili taj naziv, kada su se upoznali sa Slavenima posredovanjem bizantskih trgovaca robljem. No zemlje, koje su dobavljale to slavensko roblje, pružale su se od italske granice do južne Rusije. Kada su Arapi sami prodrli na europsko tlo, proširili su ime Sakaliba i na ostale europske narode, koji su svijetlom puti nalikovali na Slavene. Tako Ibn Jakub u 10. st. smatra Sase za Sakalibe, Kazvini u skladu s time pribraja saski Soest i Paderborn slavenskim gradovima, a Masudi zove Nijemce najhrabrijim i Mađare najljepšim slavenskim narodom. Među Sakalibima u službi kordovskoga kalifa izrijekom se navode pored stanovnika južne Rusije i Galičani iz sjeverozapadne Španjolske, Franci, Langobardi i Kalabrezi.
Može se dakle samo reći, da je među Sakalibima bilo također Hrvata i Srba. Ali su nam od njih poznati dosada jedino vojskovođa fatimidskoga kalifa u Kairuanu, Džauhar, koji je 969. osvojio Egipat i osnovao grad Kairo, i knez Almerije na andaluzijskoj obali, Kairan, na početku 11. st., — ako je točna vijest kasnih arapskih pisaca, da su oni bili Dalmatinci. Inače svjedoči o hrvatsko-arapskim vezama lično ime Saracen, koje se javlja u hrvatskim ispravama od 11. st. dalje.

## Arapski putnici kroz Hrvatsku
U isto vrijeme, kad su Arapi osvojili Siriju i Palestinu (635.—637.), zaposjeli su Hrvati nakon borbe s Avarima rimsku Dalmaciju. U svojoj pradomovini nisu ni Hrvati ni Arapi bili mornari, nego su naučili pomorstvo, jedni od potomaka starih Feničana, drugi od potomaka starih Liburna. Prometne veze između Sirije i Dalmacije bile su međutim i prije dosta žive. Politička i vjerska oporba protiv Carigrada bila je živa u Siriji i u Dalmaciji, a k tome dolazi, da su političke veze između Arapa i Slavena bile i uspješne, kako se to vidi iz zajedničkog ratovanja i carigradske blokade 677. i iz izdašne pomoći, koju su pružali Arapi Slavenima iz Peloponeza prilikom njihova ustanka protiv Bizanta 802.—811.
Što se tiče arapskih putnika, zasluga je ruske nauke, da smo upozoreni na njih. Tako je Frähn pokupio izvještaje putnika Ibn-Fostana, dok je Charmoy izdao Masudijeve putopisne bilješke. Hvolson je izdao izvještaje Ahmeda ben Omara ibn Doste o Kazarima, Burtjasima, Bugarima, Madžarima i Slavenima. Makušev je skupio Skazanija inostranov o bytie i pravah Slavjan. Lamanskij je opet spominjao slavenske putnike i doseljenike u Maloj Aziji, sjevernoj Africi i Španjolskoj. Slavene je prvi spomenuo Al-Ahtal oko 670. Kasniji izvještaji arapskih putnika spominju Hrvate, ali se po njihovu prikazu ne može uvijek razabrati, jesu li to zakarpatski ili primorski Hrvati. Češći i točniji su arapski izvještaji iz vremena poslije osvojenja Sicilije i južne Italije s arapske strane. Od toga vremena je Palermo važna točka za trgovinu između Hrvatske i Španjolske.
Između arapskih pisaca, koji su spominjali Hrvate, najviše je istaknut Masudi Murug al tanhib, koji je umro 943. godine. Ali su njegovi Hrvati bez sumnje stanovali iza Karpata. Istočno od Hrvata nalazila se država ad-Dir s glavnim gradom Kijevom, a zapadno država al-Firag s glavnim gradom Pragom.
Stariji je od Masudija Al-Džarat, koji je živio sredinom 9. stoljeća. Putopis mu je međutim izgubljen, ali se njim poslužio samanidski vezir Al-Džejhani,  a ovoga su upotrijebili Ibn Rusta, Al-Bekri i treći pobliže nepoznati pisac, kojega su opet upotrijebili jedan perzijski zemljopisac i Kardisi. Al-Bekri nije doduše sam putovao u naše krajeve, već mu je služio kao pomagalo zemljopisni rječnik Ibrahima ibn-Jakuba, koji je boravio 950.—973. u Merseburgu u Saskoj, te je odatle putovao kroz Češku, Poljsku, Rusiju, Ugarsku, Hrvatsku i Italiju.
ïdrisi, rođen  1099., proputovao je oko 1153. naše Primorje, te spominje u svojem putopisu Kotor, Dubrovnik, Ston, Split (Ažbaladu), Trogir (Targhuri), Šibenik (Sinadža), Nin i Senj (Saana).
Elimacin (Džirdžis ibn al-Amid al-Mekin), koji je umro 1275., opisao je ratovanje između Samuela i Bazilija II.
Zajedno s arapskim piscima spominje se Židov Hazdaj ibn Safrut, dvorjanik Abd-ur-Rahmana III. u Kordobi, koji je, hoteći donijeti neku poruku Židovima u južnoj Rusiji, morao dobiti propusnicu kroz zemlju Gebalim, otkuda bi preko Mađarske dospio u zemlju Kazara. Budući da je onda Židovima bio nemoguć prolaz kroz Njemačku, morao je Hazdaj ići kroz zemlju Gebalim, to jest kroz zemlju gorovitu, a tu misle Rački i VI. Mažuranić, da je to bila Hrvatska.
Arapi u hrvatskoj povijesti, tradiciji i književnosti ostavili su dosta vidljive tragove. Doduše, oni su sami znali za Hrvate manje nego Hrvati za njih. Arapima su slavenski narodi bili poznati obično pod imenom Slavena ili, kako su ih oni prema bizantskom nazivu i svojem izgovoru nazivali, kao Sakalib. Slaveni su u početku nastupali kao saveznici Arapa, jer su se našli s njima na zajedničkom poslu, tj. rušenju bizantskoga carstva. Znade se, da je 664. došlo u Siriju pod vlast arapskog vojskovođe Abd ur-Rahmana 5.000 Slavena. Potomci se tih četa spominju još u 10. st. Bit će da su od njih potekli donekle i oni subijeli Arapi, koje je u Siriji našao u 16. st. Juraj Hus Rasinjanin, a i danas ih spominju neki etnolozi kao primjesu »nordijske rase« među Arapima. Priliv svijetle rase povećalo je među Arapima zacijelo i onih 20.000 Slavena, koji su došli k njima 687.; a isti se proces zbio i s onim slavenskim vojnicima, koji se 754. spominju u vojsci Abusalima.
Hrvati nastupaju u početku svoje povijesti kao protivnici Arapa. Arapske su čete 866. došle pod Dubrovnik pa su ga 15 mjeseci opsjedale, a onda ih je ispod njega protjerala bizantska mornarica pod zapovjedništvom Nikete Orife. Poslije toga pomogla je hrvatska mornarica kneza Domagoja franačkom caru Ludvigu, te je njegova vojska 2. veljače 871. mogla osloboditi od Arapa grad Bari.
U 10. st. spominje Hrvate arapski zemljopisac al-Masudi (umro 956.) pod imenom Harvatin, a Srbe pod imenom Sar-bin. Arapski zemljopisac 12. st. Idrisi  opisuje Hrvatsku nazivajući je Džoroasia. Pošto je spomenuo Bakar, Senj, Zadar, Biograd, prelazi najposlije na Dubrovnik, o kojem veli, da je krajnji grad u Hrvatskoj. Hrvati su imali dodira s Arapima ne samo preko arapskih straža u Kordovi, nego i kao vrsni trgovci. Dok su Saraceni vladali Sicilijom, postojala je u Palermu gradska četvrt, koja se zvala slavenskom četvrti (Harat as Sakalib). Valovi arapskih političkih i kulturnih poplava povukli su sa sobom mnoge hrvatske krepke pojedince, koji su došli do velika ugleda u arapskom svijetu. Premda nismo potpuno sigurni, da Melek Jakša potječe iz Dubrovnika ili osvajač Afrike i graditelj Kaira Džauhar iz Cavtata, svakako nam je poznato, da su u srednjem vijeku mnogi Hrvati povećali moć i sjaj arapskog imperija.
U isto vrijeme nastavlja se borba hrvatskog naroda proti arapskoj političkoj i vjerskoj ekspanziji. U velikom europskom pokretu križarskih vojna sudjeluju i Hrvati, jer su 1217. i 1218. i hrvatske čete Stjepana Babonića boravile u Palestini pod vodstvom ugarsko-hrvatskoga kralja Andrije II. Andrijina vojna nije doduše uspjela, ali je svakako povećala madžarsku i hrvatsku tradiciju o Arapima. Kralj Andrija morao se boriti protiv utjecaja islama i u svojoj državi. Zato je 20. kolovoza 1233. izdao naredbu protiv Saracena i Židova (vidi Antisemitizam).
Zanimanje za Sveti grob povuklo je više hrvatskih franjevačkih misionara u Jeruzalem, gdje su došli u dodir s Arapima. BI. Nikola Tavelić podnio je među njima 14. studenog 1391. mučeničku smrt. Drugi franjevac, fra Bonifacije Dubrovčanin Drkolica, uspio je da steče među Turcima i Arapima velik ugled i da obnovi 1555. Spasiteljev grob.

U tursko doba, kada je jedan dio Hrvata prešao na islam, otvorena su bila širom vrata arapskom utjecaju na velik dio hrvatskih krajeva. Muslimani su prihvatili uz arapska imena i arapsko pismo, koje se ističe ne samo na mnogim nadgrobnim spomenicima i džamijama, nego je uz glagoljicu, latinicu i ćirilicu četvrto naše pismo u mnogim književnim dokumentima (aljamiado literatura). Muslimanski su hadžije putovali u Meku i Medinu, njihovi su književnici i učitelji širili arapsku knjigu i nauku u svim osvojenim hrvatskim pokrajinama. Neki su Bosanci i Hercegovci obogatili ne samo tursku i perzijsku, nego i arapsku prozu i pjesništvo. O njima je turski povjesničar Alali napisao u svojoj povijesti:
Imade i kršćanskih pisaca među Hrvatima, koji su pisali o Arapima.

Godine 1537.—1540. proputovao je istočne zemlje, najprije kao turski vojnik, a onda kao kršćanski hodočasnik, Juraj Hus Rasinjanin. U svojoj latinskoj knjizi opisao je Arape u Adenu, Moki, Zebidu, Džidi, Meki, Egiptu, Jeruzalemu, Damasku. Znao je, da Arapi nerado podnose turski jaram, ali nije vjerovao u njihovo oslobođenje. Njegove riječi glase:
Poslije Jurja Husa Rasinjanina prikazivali su Arape i drugi hrvatski hodočasnici, koji su opisivali svoj Božji put kroz Palestinu.
Među starijim pjesnicima, koji su pisali hrvatski, pjevaju o Arapima Ivan Gundulić, Baraković, Kačić i drugi. Motivi o Arapima prešli su i u hrvatsku književnost 19. st. Preradović, Šenoa, Palmović i Arnold obrađuju ih bilo pod općim imenom Arapa, bilo pod imenom Beduina i Saracena. Posebnu skupinu sačinjavaju pjesme i pripovijetke o dodiru starije hrvatske povijesti s arapskim osvajačima.
Šenoa je u Anci Neretvanci prikazao gusarski pohod Saracena u neretvansku krajinu. Franjo Marković spjevao je oveću epsku pjesmu, gotovo čitav ep, pod naslovom Povratak pod hrvatskoga kralja, dovodeći u vezu slavensku stražu u arapskoj Španjolskoj s hrvatskom državom u doba kralja Tomislava. Hrvatsku stražu u Kordovi opisuje i Tugomir Alaupović u pjesmi Kordovski stražar. Slične je sadržaje još obilnije razradio Velimir Deželić stariji u romanima U službi kalifa (1908.) i Hadžibova kob (1909.). U naučnoj su književnosti tu istu građu obrađivali najviše Vjekoslav Klaić i Vladimir Mažuranić. Arapskoj tematici u hrvatskom romanu pripada donekle i Jaša Dalmatin od Ivane Brlić-Mažuranić (1938.).
Narodna pjesma, priča i folklora među Hrvatima i Srbima poznaju Arape kao vrlo izrazite tipove, koji se često odlikuju zlim magičnim svojstvima. Posebno mjesto zauzimaju motivi o Crnom moru. Muslimanski pjevači i pripovjedači, slaveći moć turskoga sultana, prikazuju obično Arape kao dobre vojnike i mejdandžije, ali ipak ističu svoju superiornost nad njima. Rasni antagonizam javlja se i kod njih naročito, kada bi valjalo, da »turkinja divojka« pođe za Arapina. Pogotovu je snažan taj antagonizam kod kršćanskog življa. Svi veći kršćanski junaci narodnih pjesama ubijaju arapske nasilnike. Kraljević Marko, koji ubija troglavog Arapina, ističe se i inače u borbi protiv Arapa, jer ga narodna pjesma opisuje, kako vjerolomno ubija Arapku djevojku, ili kako u vojsci turskoga sultana zauzima s njime 44 arapska grada i opsjeda Kara-Okan. Tomić Mihovil ubija Arapina s dvije glave. Ivan Karlović oslobađa Solin od Arapina, koji je udario sramotan harač na grad. U novijim pjesmama prenesen je taj isti motiv na Solun i na Bolanog Dojčina. Udaja Arapke djevojke za kršćanskog junaka svršava se redovito njezinom tragedijom.
Zazor od arapske crne rase stvorio je i poslovice: Perem Arapina, ili: Zaludu pereš Arapina, čime se hoće izreći besmislenost i bezuspješnost kakvoga posla.
Riječi Arapović,  Arapin,  Harapin,  Arapovac, Arapovci itd. dokazuju, da je ime arapskoga naroda ostavilo dosta tragova i u našoj toponomastici kao i u našim prezimenima.